# Сільві Фрешетт
Сільві Фрешетт (англ. Sylvie Fréchette, 27 червня 1967) — канадська синхронна плавчиня.
Олімпійська чемпіонка 1992 року, срібна медалістка 1996 року.
Чемпіонка світу з водних видів спорту 1986, 1991 років.
Переможниця Ігор Співдружності 1986, 1990 років.
Призерка Панамериканських ігор 1987 року.